# Poster Girl
Poster Girl är en amerikansk dokumentärfilm av Sara Nesson från 2010. Filmen beskriver olika amerikanska soldater och deras posttraumatiska stressyndrom efter hemkomsten från Irakkriget. Filmen visades för första gången vid 37:e upplagan av Telluride Film Festival. Den nominerades för bästa dokumentärkortfilm vid Oscarsgalan 2011, men förlorade mot Strangers No More.